# Jaskinia Głęboka w Stołowie
Jaskinia Głęboka w Stołowie – jaskinia położona na południowo-zachodnich stokach góry Stołów schodzących w dół doliny Brennicy w Beskidzie Śląskim.

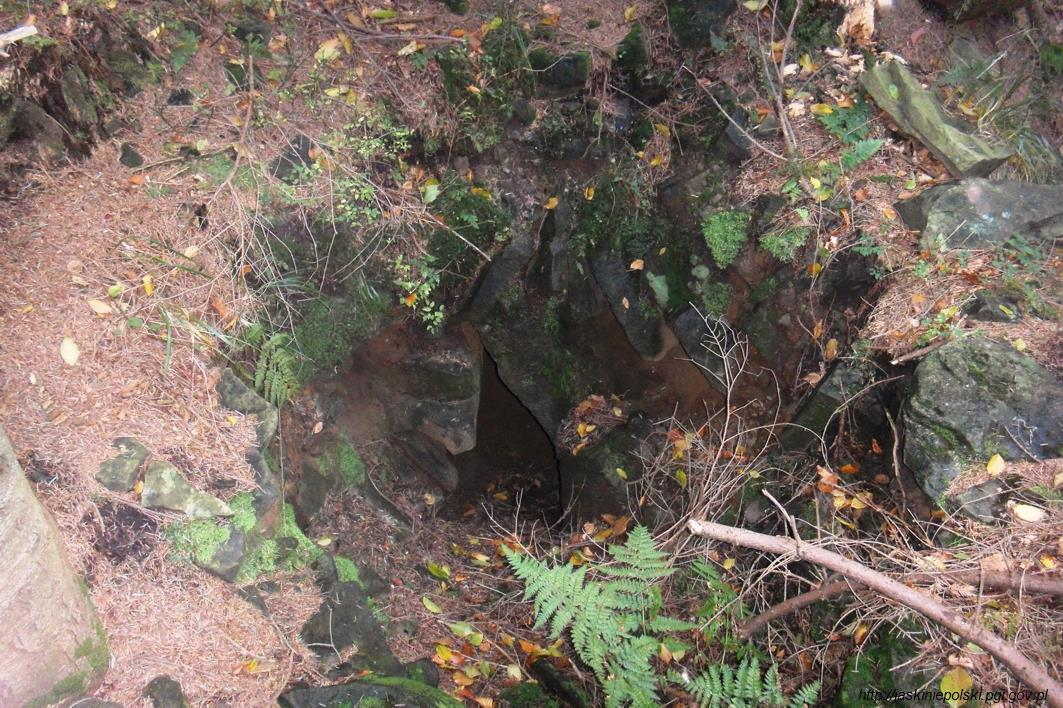
Otwór jaskini

Jaskinia została odkryta 26 kwietnia 2003 roku przez speleologa Czesława Szurę z bielskiego Klubu Taternictwa Jaskiniowego. Składa się z kilku komór, korytarzy i bocznych ciągów o łącznej udokumentowanej długości 554 metrów i głębokości sięgającej około 25 metrów, to czyni ją szóstą pod względem długości jaskinią polskich Karpat Fliszowych. Jaskinia Głęboka w Stołowie to przykład jaskini osuwiskowej powstałej w piaskowcach warstw godulskich środkowych. We wnętrzach jaskini zaobserwowano występowanie nietoperzy z gatunku Plecotus auritus i Myotis myotis, a także owady z rzędu motyli Scoliopteryx libatrix.